# Iglesia de Chelín
La Iglesia de Chelín es un templo católico situado en la Isla Chelín, en la comuna chilota de Castro en la Región de Los Lagos, Zona Sur de Chile.
Forma parte del grupo de 16 iglesias de madera de Chiloé calificadas como Monumento Nacional de Chile y reconocidas como Patrimonio de la Humanidad por la Unesco.
Su construcción está hecha en madera, fue acabada aproximadamente en 1888 y restaurada en 1990. Su santa patrona es Nuestra Señora del Rosario, cuya fiesta se celebra el 30 de agosto.
Este templo es cabecera de una de las 24 parroquias que componen la diócesis de Ancud.